# HNK Slaven Gruda
HNK Slaven je hrvatski nogometni klub iz Grude. Klub se trenutno natječe u 1. ŽNL Dubrovačko-neretvanske županije.

## Povijest

### Počeci nogometa u Konavlima i Grudi
1918. godine Marko Radonić donosi na Grudu prvu nogometnu loptu i time započinje nogometni život ovog lijepog mjesta u konavoskoj dolini.
Dolazak prve lopte na Grudu poklapa se sa završetkom I. svjetskog rata. Omladina, koja je već osjetila bijes tuđinca za vrijeme Austro-Ugarske monarhije, počinje se okupljati i organizirati među zaseocima na Grudi i međusobno natjecati u raznim sportskim disciplinama, među koijma i u nogometu. Mladići koji su prvi vidjeli i upoznali nogometnu igru, bili su njome oduševljeni. Jedinu nogometnu loptu koju su imali, brižno su čuvali, održavali, krpili i mazali jer je do novih lopta u to vrijeme bilo gotovo nemoguće doći.
Kasnije je osnovan Športski klub "Grom", i onda su igrači sašili majice i gaćice iste boje. Prije je momčad često šaroliko izgledala. Sportske cipele je svatko izrađivao od svojih radnih cipela. Stariji mještani su na ovu igru gledali s dosta prijezira. To je za njih značilo gubitak vremena, jer se moralo raditi u polju kako bi se preživjelo. Ali, maldost k'o maldost, uza sve zabrane starijih, uvijek je nalazila vremena da zaigra.
Na improviziranom igralištu, vratnice su predstavljala dva kamena. Nešto kasnije, vratnice su "usječene" u obližnjoj borovini, te postavljene bez mreža. Svlačionica nije bilo, već se svatko presvlačio za utakmicu kod svoje kuće, a tuširanje poslije utakmice se odvijalu u obližnjem potoku ili bunaru. Teren se nije označavao crtama, a izvođenje kaznenih udaraca mjerilo se u koracima.

### Osnivanje ŠK "Grom"/ŠK "Slaven" – do II. svjetskog rata
Nogometni klub pod nazivom Športski klub "Grom" osnovan je 12. srpnja 1921. godine, kada za prvog predsjednika kluba biva izabran dr. Niko Glavić. Treba svakako napomenuti da uprave kluba u današnjem smislu nije bilo. Sve dužnosti obavljali su sami igrači. Jednio je postojao blagajnik, koji je od samih igrača prikupljao novac za najpotrebnije troškove.
Na gostujuće utakmice u susjedna mjesta najčešće se odlazilo pješice, a rijetko sa zaprežnim kolima. U ljeto 1922. godine ŠK "Grom" mijenja ime u JŠK "Slaven".
Najvažniji klupski događaj u 1922. godini je što te godine JŠK "Slaven" iz Grude postaje član Splitskog nogometnog podsaveza. Time započinje službeni nogometni put ovog kluba.
Od 1923. "Slaven" nastupa u prvenstvu Splitkog nogometnog podsaveza, s malom pauzom u 1924., ali već od 1925. ponovo nastavlja s natjecanjem. 1936. godine "Slaven" mijenja ime u "Zrinjski", koje nosi sve do 1945.

### Od II. svjetskog rata
Na Grudi se 1946. godine obnavlja Fiskulturno društvo "Slaven". 1948. "Slaven" nastupa pod imenom Fiskulturni aktiv, da bi 1950. ponovo vratio ime na FD "Slaven".
1951. godina je godina za koju možemo s pravom reći da je klupska povijesna godina. Naime, te godine "Slaven" prvi put po završetku II. svjetskog rata nastupa u službenom prvenstvenom natjecanju, u nogometnom prvenstvu Dalmacije. Do 1955. "Slaven" nastupa samo u prijateljskim utakmicama i ne sudjeluje u organiziranim kup i prvenstvenim natjecanjima.
Od 1955. nastupa u prvenstvu Konavala. Nakon završetka prvenstva 1959. godine, do 1962. godine nema nikakvih pisanih tragova o nastupima grudskih nogometaša, kad se spominje samo jedna utakmica. Do 1965. ponovo nema pisanih tragova o djelovanju NK "Slaven" s Grude.
1965. je u organizaciji Nogometnog podsaveza Dubrovnik po prvi put oragnizirana Podsavezna nogometna liga Dubrovnik, u kojoj se natjecao i "Slaven". Kasnije se "Slaven" natječe u obnovljenoj Konavoskoj ligi, 1968. osvaja i prvo mjesto.
Od sezone 1968./69. "Slaven" ponovo započinje sa službenim natjecanjima u prvenstvu Dubrovačkog nogometnog saveza, da bi nedugo potom dospio do Dalmatinske nogometne lige u kojoj se natjecao dugi niz godina, a potom i u Međurepubličkoj nogometnoj ligi bivše države.
Srpskom agresijom na Hrvatsku 1991., "Slaven" doživljava sudbinu svojih Konavala i odlazi u progonstvo. Međutim, ni jednog trenutka ne prestaje s natjecanjem, a kao domaćin nastupa u Blatu na Korčuli, Cavtatu, a po oslobođenju, ponovo na svojoj Grudi.
U posljednjem desetljeću klub je nekoliko puta mijenjao ime. 1991. postaje "Slaven Konavle", krajem 1993. godine klub uzima naziv HNK "Prevlaka", a 1999. se vraća svom povijesnom imenu – HNK "Slaven".

### Promjene imena
NK Slaven je više puta mijenjao svoje ime: 1921. – 1926. Grom, 1926. – 1936. Slaven, 1936. – 1945. Zrinski, 1945. – 1991. Slaven, 1991. – 1993. Slaven-Konavle, 1993. – 1999. Prevlaka, od 1999. ponovo HNK "Slaven".

## Nastupi u završnicama kupa

### Kup maršala Tita
1977./78.
- šesnaestina završnice: FK Bor – NK Slaven 3:1

1978./79.
- šesnaestina završnice: NK Slaven – FK Sloboda Tuzla 1:1 (5:4 11 m)
- osmina završnice: FK Vardar Skopje – NK Slaven 1:1 (5:4 11 m)

1979./80.
- šesnaestina završnice: OFK Kikinda – NK Slaven 3:1

## Vanjske poveznice
- Nogometni leksikon
- Profil, HNS Semafor